# Philippe Ier (métropolite de Moscou)
Pour les articles homonymes, voir Philippe.
Philippe Ier (mort à Moscou en 1473) fut métropolite de Moscou et de toute la Russie de 1464 à 1473.